# Charleys Tante (1956)
Charleys Tante ist eine deutsche Filmkomödie nach der gleichnamigen Farce von Brandon Thomas (engl. Originaltitel: Charley’s Aunt). Die Uraufführung erfolgte am 19. Januar 1956 im Kölner Ufa-Palast.

## Handlung
Handelsattaché Dr. Otto Dernburg ist aus Südamerika zu Wirtschaftsverhandlungen nach Deutschland gekommen. Dabei fällt sein Auge auf die attraktive Millionärin Carlotta Ramirez. Zunächst aber besucht er seinen jüngeren Bruder Ralf, der mit seinem Freund Charley eine Dachwohnung bewohnt. Die beiden erwarten die attraktiven Schwedinnen Ulla und Britta, fürchten sich aber vor deren strengem Onkel Niels. Charleys unbekannte Tante, die auch kommen wollte, lässt sich kurzfristig entschuldigen. Britta und Ulla wollen aber nicht mit den beiden Männern alleine bleiben.
Seinem Bruder zuliebe und um den Abend zu retten, verkleidet sich Dr. Dernburg als Charleys Tante. Die Situation wird zusehends komplizierter, als dann Charleys Vater und auch Onkel Niels auftauchen. Die falsche Tante schafft es jedoch, beide zu besänftigen. Schließlich erscheint auch noch die echte Tante, bei der es sich um keine Geringere als Carlotta Ramirez handelt. Sie gibt sich zunächst reichlich pikiert, da die falsche Tante ausgerechnet jenes Kleid trägt, das Dernburgs Butler kurz zuvor entwendet hat. Sie bringt die falsche Tante in arge Verlegenheit, lässt sie aber nicht auffliegen. Erst als die Frauen gegangen sind, demaskiert sich Dr. Dernburg. Am nächsten Tag zeigt sich Carlotta selbst in dem Kleid, das Dernburg am Abend zuvor getragen hat. Sie zeigt ihm, dass sie ihn durchschaut hat, ihm aber nichts nachträgt.

## Weiteres
Ein Höhepunkt des Films ist Rühmanns „Amazonas-Mambo“, als er im Gewand der Tante mit Fistelstimme von ihrer Heimat Brasilien singt:
„In meinem Heimatland Brasilien platzt jeder Mann vor Temperament,
Drum zieht es mich so nach Brasilien, wo Leidenschaft wie Feuer brennt.
Das ist das Land der Abenteuer, dort kann man wirklich glücklich sein.
Man singt und tanzt am Lagerfeuer bis in die Urwaldnacht hinein.“
Wenn durch den Wald die Pumas springen und schrill die Papageien schrei'n,
Von Ast zu Ast sich Affen schwingen, reit' in den Dschungel ich hinein.
Die Indios grüßen mich ergeben und küssen mir des Rockes Saum,
Amigos! Das ist noch ein Leben, so wie ein zauberhafter Traum.
Im deutschen Fernsehen war der Film erstmals am 16. August 1974 um 20.15 Uhr in der ARD zu sehen.

## Kritiken
„Der Komiker Rühmann hat in der jüngeren Filmgeneration noch keinen Nachfolger gefunden. Er will nicht Komiker sein, er ist es.“, befand Die Zeit im Bezug auf den Film. Das Lexikon des internationalen Films urteilte, dass die „unverwüstliche britische Bühnenfarce […] in dieser Übertragung vom Oxford der Jahrhundertwende ins Berlin der 50er Jahre die Basis ihrer Komik“ verliere und „durch die Betonung des Transvestiten-Themas einen peinlichen Beigeschmack“ erhalte.